# Lon-Agonmey
Lon-Agonmey ist ein Arrondissement im Departement Atlantique in Benin. Es ist eine Verwaltungseinheit, die der Gerichtsbarkeit der Kommune Allada untersteht.

## Demografie und Verwaltung
Gemäß der Volkszählung von 2013 hatte Lon-Agonmey 4227 Einwohner, davon waren 1965 männlich und 2262 weiblich.
Das Arrondissement setzt sich aus acht Dörfern zusammen:
1. Adjrakandji
2. Ayakpata
3. Ayamè
4. Kpodji
5. Sèhounsa
6. Togazoun
7. Tôgo
8. Winyikpa